# Flik 3J
La Fliegerkompanie 3 (abbreviata in Flik 3) era una delle 16 squadriglie della Kaiserliche und Königliche Luftfahrtruppen fondata all'inizio del 1914. Nel 1917 fu ricostituita e nel 1918 fu trasformata in unità da caccia.

## Storia

### Prima guerra mondiale
La prima guerra mondiale è scoppiata pochi mesi dopo la fondazione della squadriglia. La Flik 3 ha combattuto prima in Serbia, poi al Fronte orientale (1914-1918). Prima era a Humenné, poi agli aeroporti di Sanok, Bażanówka, Zboriv e Mizhhirya nella Oblast' della Transcarpazia in Polonia. Nel luglio 1917, l'intera forza aerea fu riorganizzata; A quel tempo, l'unità fu assegnata alla Ricognizione e cambiò il suo nome in Flik 3D. Dopo che i russi chiesero la pace, la squadriglia fu trasferita sul fronte italiano, prima a Gardolo e poi a Romagnano (Trento). Nel 1918 fu trasformata in squadriglia da caccia (Flik 3J). Nell'ottobre del 1918, l'unità divenne parte dell'Armata dell'Arciduca Giuseppe Augusto d'Asburgo-Lorena, la 10 Armee di Alexander von Krobatin a Romagnano. Dopo la prima guerra mondiale, fu sciolta con l'intera aviazione austriaca.
Assi della squadriglia e vittorie certificate nell'unità:
- Miroslav Navratil con 9 vittorie
- Franz Peter con 6 vittorie
- Rudolf Szepessy-Sokoll con 2 vittorie